# Coniston, New South Wales
Coniston är en förort i Australien. Den ligger i kommunen City of Wollongong och delstaten New South Wales, i den sydöstra delen av landet, omkring 72 kilometer sydväst om delstatshuvudstaden Sydney. Antalet invånare är 1 881.
Trakten är tätbefolkad. Närmaste större samhälle är Wollongong, nära Coniston. Genomsnittlig årsnederbörd är 1 288 millimeter. Den regnigaste månaden är februari, med i genomsnitt 215 mm nederbörd, och den torraste är juli, med 34 mm nederbörd.